# Sigma Geminorum
Sigma Geminorum (75 Geminorum) é uma estrela na direção da constelação de Gemini. Possui uma ascensão reta de 07h 43m 18.69s e uma declinação de +28° 53′ 02.7″. Sua magnitude aparente é igual a 4.23. Considerando sua distância de 122 anos-luz em relação à Terra, sua magnitude absoluta é igual a 1.36. Pertence à classe espectral K1III SB. É uma estrela variável RS Canum Venaticorum.